# Vieraea laevigata
Vieraea laevigata là một loài thực vật có hoa trong họ Cúc. Loài này được (Willd.) Webb ex Sch.Bip. miêu tả khoa học đầu tiên năm 1844.